# Гадкий утёнок
«Гадкий утёнок» (дат. Den grimme Ælling) — сказка датского писателя и поэта Ханса Кристиана Андерсена, впервые опубликованная 11 ноября 1843 года. Первый «официальный» перевод с датского на русский был выполнен Анной Ганзен.

## Сюжет

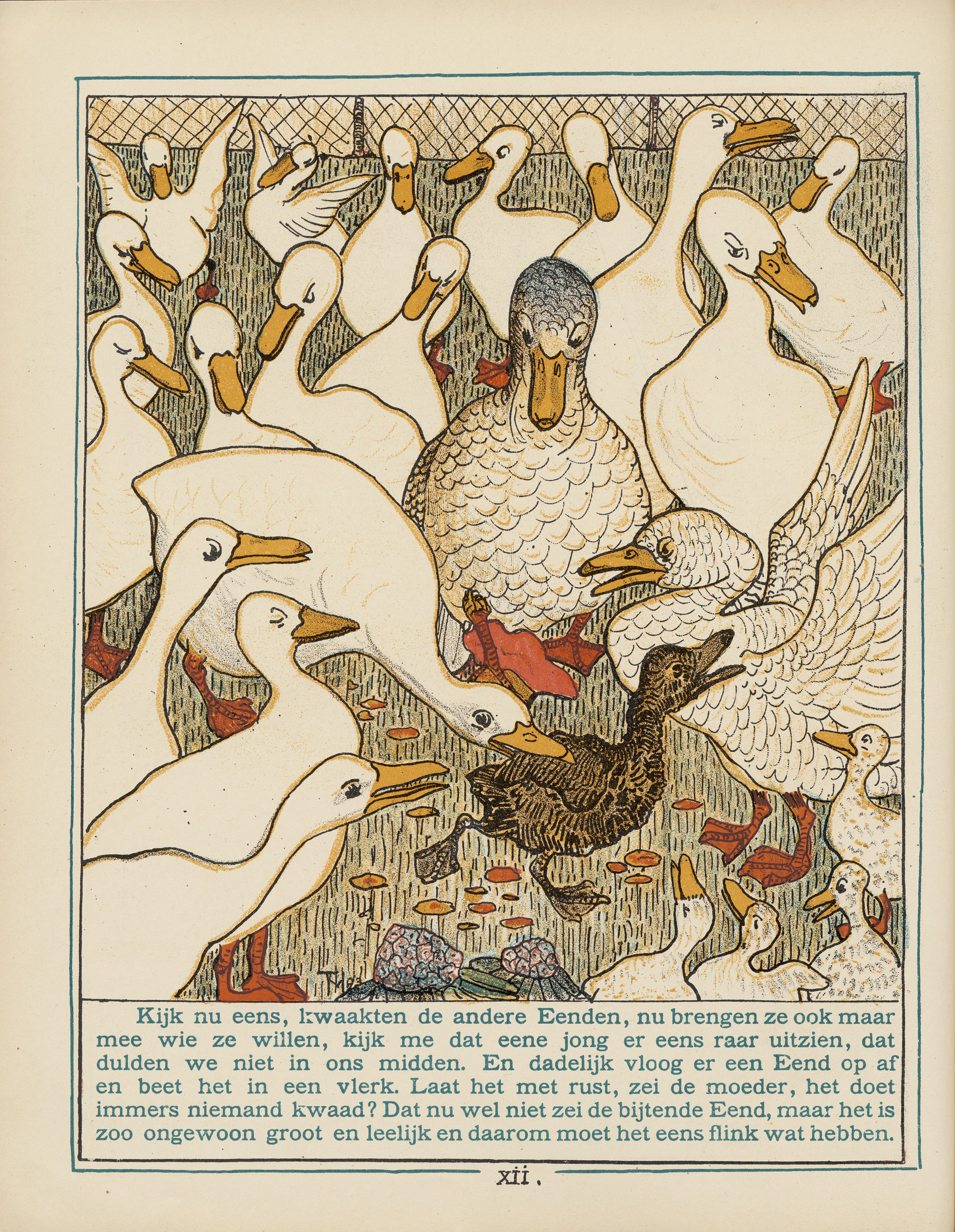
Иллюстрация из нидерландского издания сказки 1893 года

В зарослях лопуха у одной старой усадьбы мама-утка вывела утят, но последний её птенец выглядел ужасно и не был похож на остальных. Обитатели птичьего двора сразу невзлюбили гадкого утёнка, из-за чего постоянно нападали на птенца. Мать, поначалу защищавшая сына, вскоре тоже охладела к нему. Не выдержав унижений, утёнок сбежал со двора к болоту, где, несмотря на свой вид, смог подружиться с дикими гусями. Но вскоре они были убиты охотниками.
После этого утёнок сбежал с болота и после целого дня скитаний заметил избушку, где проживали старушка, кот и курица. Старушка оставила птенца у себя, в надежде что он будет нести яйца. Кот и курица, жившие в доме, стали насмехаться над утёнком, и когда ему вдруг захотелось плавать, он не нашёл у них понимания и ушёл жить на озеро. Однажды на озере гадкий утёнок увидел лебедей и полюбил их, как не любил до сих пор никого. Но подойти к ним он так и не решился, боясь, что будет так же отвергнут, как раньше.
С приходом зимы утёнок замёрз во льду, но вскоре проходивший мимо крестьянин подобрал его и отнёс домой. В новом жилище утёнок пробыл недолго: он испугался детей, захотевших поиграть с ним, и сбежал на улицу. Зиму он провёл в кустах у озера. Когда наступила весна, утёнок научился летать. Однажды, пролетая над озером, он увидел плавающих в нём лебедей. На этот раз он решил приблизиться к ним, даже если они решат заклевать его. Но опустившись на воду, утёнок случайно взглянул на своё отражение и увидел там такого же прекрасного молодого лебедя. Другие лебеди с радостью приняли его в свою стаю. Ещё совсем недавно гадкий утёнок и не мог даже мечтать о таком счастье…

## Автобиография
Из дневника писателя известно, что идея произведения возникла у него после лесной прогулки. Запись относится к 5 июля 1842 года, а задуманная сказка имела первоначальное название «История одной утки». Часто высказывается мнение, что сказка «Гадкий утёнок» является завуалированной автобиографией Ханса Кристиана Андерсена.
Современники о внешности Андерсена:

Он был высок, худощав и крайне своеобразен по осанке и движениям. Руки и ноги его были несоразмерно длинны и тонки, кисти рук широки и плоски, а ступни ног таких огромных размеров, что ему, вероятно, никогда не приходилось беспокоиться, что кто-нибудь подменит его калоши. Нос его был так называемой римской формы, но тоже несоразмерно велик и как-то особенно выдавался вперёд.
По самим местам действия сказки также можно провести параллели с жизнью автора:
- пустырь, заросший лопухами, где было утиное гнездо — это Оденсе, родной город писателя;
- птичий двор, где клевали и травили гадкого утёнка — столица Дании, Копенгаген;
- дом, где жила старушка с курицей и котом — одна знакомая Андерсену семья, в которой хотя и благожелательно принимали молодого писателя, но всячески наставляли его и учили, как следует жить.

## Культурный аспект
- В 1914 году Сергей Прокофьев написал музыкальную сказку «Гадкий утёнок» (op. 18) для голоса и фортепиано[5].
- «Гадкий утёнок» — опера-притча для сопрано, трёхголосного детского хора и фортепиано: свободная оперная транскрипция Льва Конова (сочинение 1996 года) на музыку Сергея Прокофьева[6].
- Уолт Дисней выпустил два анимационных фильма по мотивам «Гадкого утёнка». Первый из них вышел в 1931 году и был чёрно-белым, второй мультфильм был цветным и вышел в 1939 году.
- «Гадкий утёнок» — мультипликационный фильм, снятый в СССР режиссёром Владимиром Дегтярёвым в 1956 году на киностудии Союзмультфильм[7].
- Удивительная история, похожая на сказку — фильм, снятый в СССР в 1966 году на киностудии Моснаучфильм. Фильм основан на сюжете «Гадкого утёнка».
- «Гадкий утёнок» — полнометражный мультфильм совместного украинско-французского производства 1996 года режиссёра Владимира Гончарова[8]
- «Гадкий утёнок» — полнометражный мультфильм Гарри Бардина 2010 года, авторская интерпретация — притча о ксенофобии.
- «Гадкий утёнок» — музыкальная фантазия с одним антрактом в Московском драматическом театре под руководством Армена Джигарханяна.

## Нарицательное употребление
- Гадкий утёнок — метафора, описывающая неказистого ребёнка или подростка, который преображается по мере созревания и взросления.